# Чемпіонат світу з бейсболу серед жінок
Чемпіонат світу з бейсболу серед жінок- міжнародний турнір, по бейсболу, проводиться раз на 2 роки під егідою ІБАФ; після злиття ІБАФ з МСФ у 2013 турніри проводяться під егідою Міжнародної бейсбольно-софтбольної конфедерації (МБСК). Є найпрестижнішим турніром для жіночих національних збірних з даного виду спорту.
З 1938 року проводиться аналогічний турнір для чоловіків.

## Історія
Перший Чемпіонат світу відбувся в Едмонтоні, Канада з 30 липня по 8 серпня 2004р. До цього турніру було тільки одне  міжнародне бейсбольне жіноче змагання - Жіноча світова серія, в якій зазвичай брали участь тільки три - чотири країни. Як правило, це були команди Австралії, Канади, Японії, та, іноді, США.

## Призери чемпіонатів світу
| Рік  | Організатор                 | Команд | Золото | Сріблоо   | Бронза    |
| ---- | --------------------------- | ------ | ------ | --------- | --------- |
| 2004 | Канада Едмонтон             | 5      | США    | Японія    | Канада    |
| 2006 | Тайвань Тайбей              | 7      | США    | Японія    | Канада    |
| 2008 | Японія Мацуяма              | 8      | Японія | Канада    | США       |
| 2010 | Венесуела Каракас і Маракай | 11     | Японія | Австралія | США       |
| 2012 | Канада Едмонтон             | 8      | Японія | США       | Канада    |
| 2014 | Японія Міядзакі             | 8      | Японія | США       | Австралія |

## Кількість медалей
| Місце | Країна    | Золото | Срібло | Бронза | Всього |
| ----- | --------- | ------ | ------ | ------ | ------ |
| 1     | Японія    | 4      | 2      | 0      | 6      |
| 2     | США       | 2      | 2      | 2      | 6      |
| 3     | Канада    | 0      | 1      | 3      | 4      |
| 4     | Австралія | 0      | 1      | 1      | 2      |

## Країни-учасниці
- США

- Японія

- Канада

- Австралія

- Тайвань

- Куба

- Гонконг

- Нідерланди

- Венесуела

- Пуерто-Рико

- Південна Корея